# Carparachne
Genre
Carparachne est un genre d'araignées aranéomorphes de la famille des Sparassidae.

## Distribution
Les espèces de ce genre sont endémiques de Namibie.

## Liste des espèces
Selon World Spider Catalog (version 17.5, 15/01/2017) :
- Carparachne alba Lawrence, 1962
- Carparachne aureoflava Lawrence, 1966

## Étymologie
Ce genre est nommé en l'honneur de Bernard Carp.

## Publication originale
- Lawrence, 1962 : Spiders of the Namib desert. Annals of the Transvaal Museum, vol. 24, p. 197-211 (texte intégral).